# Benito Bustamante de Paz
Benito Bustamante de Paz fue un filósofo y médico español del siglo xvi.

## Biografía
Nicolás Antonio y otros escritores lo hacen oriundo de Salamanca, en cuya universidad estudió filosofía y medicina y se graduó de doctor en la tercera década del siglo xvi. Trabajó unos años en su ciudad natal y se trasladó a Italia. Obtuvo allí una cátedra de filosofía en el Real Colegio de España en Bolonia, donde enseñó lógica. Estando en Venecia escribió Methodus in septem Aphorismorum libirs ab Hippocrate observata, quam et continuum librorum ordinem argumenta et schemata declarant (1550), un comentario a los aforismos de Hipócrates dedicado al claustro de la Universidad de Salamanca. El final de esta obra está constituido por un diálogo entre Bustamante y su supuesto hijo, al que llama Arcadio. Pasó después al monasterio de Guadalupe, donde murió en 1555.